# Allie Kiick
Alexandra Kiick (Washington D. C., 30 de junio de 1995) es una jugadora de tenis estadounidense.
Su mejor clasificación en la WTA fue la número 120 del mundo, que llegó el mes de junio de 2019. En dobles alcanzó número 267 del mundo, que llegó el 19 de mayo de 2017. Hasta la fecha, ha ganado diez individuales y ocho título de dobles en el ITF tour.

## Trayectoria
Su padre es Jim Kiick, exjugador de la liga NFL con los Miami Dolphins y su madre ex jugadora profesional de softball.
Entre agosto de 2015 y mayo de 2017, Alexandra Kiick no jugó ningún torneo del Circuito ITF. Durante ese tiempo estuvo apartada del circuito porque le diagnosticaron un cáncer de piel en estadio II (melanoma) y graves lesiones de rodilla que le hicieron estar de baja un total de tres años y dos meses.
Ella hizo su debut en Grand Slam en el US Open 2017. Luego de pasar la clasificación.
En 2021 se le diagnosticó un neuroma acústico.

### Títulos ITF

#### Singles: 5
| Legend               |
| -------------------- |
| $100,000 tournaments |
| $75,000 tournaments  |
| $50,000 tournaments  |
| $25,000 tournaments  |
| $15,000 tournaments  |
| $10,000 tournaments  |

| Títulos por superficie |
| ---------------------- |
| Hard (1)               |
| Clay (4)               |
| Grass (0)              |
| Carpet (0)             |

| N.º | Date                     | Tournament            | Surface | Opponent            | Score              |
| --- | ------------------------ | --------------------- | ------- | ------------------- | ------------------ |
| 1.  | 26 de septiembre de 2011 | Amelia Island, U.S.   | Clay    | Chalena Scholl      | 6–7(5–7), 6–2, 6–3 |
| 2.  | 4 de marzo de 2013       | Gainesville, U.S.     | Clay    | Kateřina Kramperová | 7–5, 6–1           |
| 3.  | 16 de diciembre de 2013  | Mérida, México        | Hard    | Ajla Tomljanović    | 3–6, 7–5, 6–0      |
| 4.  | 27 de abril de 2015      | Charlottesville, U.S. | Clay    | Katerina Stewart    | 7–5, 6–7(3–7), 7–5 |
| 5.  | 1 de julio de 2018       | Båstad, Sweden        | Clay    | Isabella Shinikova  | 6–2, 6–1           |

### Doubles: 8 (2 titles, 6 runner–ups)
| Legend               |
| -------------------- |
| $100,000 tournaments |
| $80,000 tournaments  |
| $60,000 tournaments  |
| $25,000 tournaments  |

| Finals by surface |
| ----------------- |
| Hard (1–4)        |
| Clay (1–2)        |
| Grass (0–0)       |
| Carpet (0–0)      |

| Result  | W–L | Date     | Tournament                          | Tier   | Surface | Partner         | Opponents                        | Score                |
| ------- | --- | -------- | ----------------------------------- | ------ | ------- | --------------- | -------------------------------- | -------------------- |
| Perdido | 0–1 | Oct 2011 | ITF Bayamón, Puerto Rico            | 25,000 | Hard    | Victoria Duval  | Chanel Simmonds Ajla Tomljanović | 3–6, 1–6             |
| Perdido | 0–2 | Feb 2013 | Launceston International, Australia | 25,000 | Hard    | Erin Routliffe  | Ksenia Lykina Emily Webley-Smith | 5–7, 3–6             |
| Perdido | 1–3 | Sep 2013 | ITF Redding, United States          | 25,000 | Hard    | Jacqueline Cako | Robin Anderson Lauren Embree     | 4–6, 7–5, [7–10]     |
| Perdido | 1–4 | Oct 2013 | ITF Rock Hill, United States        | 25,000 | Hard    | Asia Muhammad   | Mariana Duque María Irigoyen     | 6–4, 6–7(5), [10–12] |
| Perdido | 1–5 | Mar 2014 | ITF Innisbrook, United States       | 25,000 | Clay    | Sachia Vickery  | Gioia Barbieri Julia Cohen       | 6–7(5), 0–6          |
| Perdido | 1–6 | May 2018 | ITF Charleston Pro, United States   | 80,000 | Clay    | Louisa Chirico  | Alexa Guarachi Erin Routliffe    | 1–6, 6–3, [5–10]     |
| Ganado  | 1–2 | Jul 2013 | ITF Winnipeg, Canadá                | 25,000 | Hard    | Heidi El Tabakh | Samantha Murray Jade Windley     | 6–4, 2–6, [10–8]     |
| Ganado  | 2–6 | Jan 2022 | ITF Vero Beach, United States       | 25,000 | Clay    | Sophie Chang    | Anna Rogers Christina Rosca      | 6–3, 6–3             |